# Піреньял
Піренья́л (рос. Пиреньял, чув. Пирĕнъял) — присілок у Чувашії Російської Федерації, у складі Малокарачкінського сільського поселення Ядринського району.
Населення — 4 особи (2010; 14 в 2002, 30 в 1979, 35 в 1939, 435 в 1926, 379 в 1906, 199 в 1858).

## Історія
Присілок заснований 1928 року як виселок, з 1940 року — селище, з 1958 року — присілок. Селяни займались сільським господарством. 1930 року створено колгосп «Пирĕн ял». До 1939 року присілок перебував у складі Татаркасинського, з 1939 року — Сундирського, а з 1962 року — Ядринського районів.